# Levadeia
Levadeia (în greacă Λεβάδεια sau Λιβαδειά - Livadeia) este un oraș în Grecia.